# Abby Erceg
Abby May Erceg (Whangarei, 20 de novembro de 1989) é uma futebolista profissional neozelandesa que atua como defensora.

## Carreira
Abby Erceg fez parte do elenco da Seleção Neozelandesa de Futebol Feminino, nas Olimpíadas de 2008, 2012 e 2016. 